# 蕭淮
蕭淮（1485年—1531年），字東之，號麗川，廣西桂林府臨桂縣人，軍籍，明朝政治人物。

## 生平
正德二年（1507年）丁卯科廣西鄉試第四十二名舉人，六年（1511年）辛未科進士。授行人司行人，十四年（1519年）八月升雲南道監察御史，同年論劾寧王朱宸濠不軌，十六年（1521年）明世宗繼位後，論劾谷大用、丘聚等人蠱惑先帝，牽連張永，九月巡按直隸，論劾守備太監高奈侵害軍民、參將李英號令廢弛、指揮僉事張雄守備不力等事，升大理寺丞、光祿寺少卿，嘉靖五年（1526年）六月升太僕寺少卿，七年（1528年）八月任都察院右僉都御史、巡撫延綏，九年（1530年）二月改巡撫大同，三月以病乞回籍調理，五月因乾没官钱盐引赃罚数千被勘，十年（1531年）病死，十一年（1532年）正月被追夺职衔，严提亲属，追还所侵盗解充边用。

## 家族
曾祖蕭銘；祖父蕭瑛；父蕭經，母柳氏。重慶下。